# Sukowuwuh
Sukowuwuh is een bestuurslaag in het regentschap Purworejo van de provincie Midden-Java, Indonesië. Sukowuwuh telt 2571 inwoners (volkstelling 2010).